# Bolivia en la Copa América 2021
La selección de Bolivia fue uno de los 10 equipos participantes en la Copa América 2021, torneo continental que se llevó a cabo del 13 de junio al 10 de julio de 2021 en Brasil. Fue la vigésima octava participación de Bolivia.
Bolivia estuvo en el Grupo A, de acuerdo a las políticas de esta edición, junto a Argentina, Chile, Paraguay y Uruguay.

## Preparación
La participación de Bolivia en la Copa América 2019, celebrada en Brasil, acabó con una prematura eliminación en la fase de grupos, tras caer en sus tres compromisos ante Brasil —3:0—, Perú —3:1— y Venezuela —3:1—. El 15 de agosto, el director técnico Eduardo Villegas fue destituido. Quince días más tarde, el entrenador venezolano César Farías fue confirmado como su reemplazante.
Durante los meses septiembre y octubre de 2019, Bolivia disputó tres amistosos, perdiendo dos y ganando el restante. Para el mes de noviembre, el seleccionado del altiplano tenía programado otros dos juegos ante Chile y Panamá; sin embargo, acabaron siendo suspendidos por las situaciones sociales que tanto Chile como Bolivia encaraban por entonces.
En marzo de 2020, Bolivia debía disputar sus dos primeros encuentros por las eliminatorias para la Copa Mundial de Catar 2022 frente a Brasil, como visitante, y Argentina, en La Paz; no obstante, los dos compromisos fueron postergados como consecuencia de la pandemia de COVID-19 que azotaba al planeta. Misma situación se dio con la Copa América, que debía jugarse a mediados de 2020, debiendo ser reprogramada para 2021.

### Amistosos previos
| Fecha                    | Lugar                   | Competencia        | Local     | Resultado | Visitante |
| ------------------------ | ----------------------- | ------------------ | --------- | --------- | --------- |
| 10 de septiembre de 2019 | Cuenca                  | Amistoso           | Ecuador   | 3:0 (0:0) | Bolivia   |
| 10 de octubre de 2019    | Caracas                 | Amistoso           | Venezuela | 4:1 (2:0) | Bolivia   |
| 15 de octubre de 2019    | Santa Cruz de la Sierra | Amistoso           | Bolivia   | 3:1 (2:1) | Haití     |
| 15 de noviembre de 2019  | Sin definir             | Amistoso cancelado | Chile     |           | Bolivia   |
| 19 de noviembre de 2019  | Panamá                  | Amistoso cancelado | Panamá    |           | Bolivia   |
| 26 de marzo de 2021      | Rancagua                | Amistoso           | Chile     | 2:1 (2:1) | Bolivia   |
| 29 de marzo de 2021      | Sangolqui               | Amistoso           | Ecuador   | 2:1 (1:0) | Bolivia   |

### Eliminatorias para la Copa Mundial de 2022
| Fecha                   | Lugar     | Competencia   | Local    | Resultado | Visitante |
| ----------------------- | --------- | ------------- | -------- | --------- | --------- |
| 9 de octubre de 2020    | São Paulo | Eliminatorias | Brasil   | 5:0 (2:0) | Bolivia   |
| 13 de octubre de 2020   | La Paz    | Eliminatorias | Bolivia  | 1:2 (1:1) | Argentina |
| 12 de noviembre de 2020 | La Paz    | Eliminatorias | Bolivia  | 2:3 (1:0) | Ecuador   |
| 17 de noviembre de 2020 | Asunción  | Eliminatorias | Paraguay | 2:2 (1:2) | Bolivia   |
| 3 de junio de 2021      | La Paz    | Eliminatorias | Bolivia  | 3:1 (1:1) | Venezuela |
| 8 de junio de 2021      | Santiago  | Eliminatorias | Chile    | 1:1 (0:0) | Bolivia   |

## Plantel
| No.   | Pos.         | Jugador           | Fecha de nacimiento (edad)        | Apa.         | Goles        | Club               |
| ----- | ------------ | ----------------- | --------------------------------- | ------------ | ------------ | ------------------ |
| 1     | POR          | Carlos Lampe      | 17 de marzo de 1987 (34 años)     | 25           | 0            | Always Ready       |
| 2     | DEF          | Jairo Quinteros   | 7 de febrero de 2001 (20 años)    | 0            | 0            | Bolívar            |
| 3     | DEF          | José Sagredo      | 10 de marzo de 1994 (27 años)     | 0            | 0            | The Strongest      |
| 4     | DEF          | Luis Haquín       | 15 de noviembre de 1997 (23 años) | 12           | 1            | Deportes Melipilla |
| 5     | DEF          | Adrian Jusino     | 9 de julio de 1992 (28 años)      | 3            | 0            | Larissas           |
| 6     | MED          | Leonel Justiniano | 2 de julio de 1992 (28 años)      | 16           | 0            | Bolívar            |
| 7     | MED          | Juan Carlos Arce  | 10 de abril de 1985 (36 años)     | 0            | 0            | Always Ready       |
| 8     | DEF          | Diego Bejarano    | 24 de agosto de 1991 (29 años)    | 25           | 2            | Bolívar            |
| 9     | DEL          | Marcelo Martins   | 18 de junio de 1987 (33 años)     | 72           | 17           | Cruzeiro           |
| 10    | DEL          | Henry Vaca        | 27 de enero de 1998 (23 años)     | 0            | 0            | Oriente Petrolero  |
| 11    | DEL          | Rodrigo Ramallo   | 14 de octubre de 1990 (30 años)   | 15           | 2            | Always Ready       |
| 12    | POR          | Rubén Cordano     | 16 de octubre de 1998 (22 años)   | 1            | 0            | Bolívar            |
| 13    | MED          | Diego Wayar       | 15 de octubre de 1993 (27 años)   | 2            | 0            | The Strongest      |
| 14    | MED          | Moisés Villarroel | 7 de septiembre de 1998 (22 años) | 0            | 0            | Jorge Wilstermann  |
| 15    | MED          | Boris Céspedes    | 19 de junio de 1995 (25 años)     | 0            | 0            | Servette           |
| 16    | MED          | Erwin Saavedra    | 22 de febrero de 1996 (25 años)   | 0            | 0            | Bolívar            |
| 17    | DEF          | Roberto Fernández | 12 de julio de 1999 (21 años)     | 1            | 0            | Bolívar            |
| 18    | DEL          | Gilbert Álvarez   | 7 de abril de 1992 (29 años)      | 19           | 3            | Jorge Wilstermann  |
| 19    | DEF          | Enrique Flores    | 1 de febrero de 1994 (27 años)    | 0            | 0            | Always Ready       |
| 20    | MED          | Ramiro Vaca       | 1 de julio de 1999 (21 años)      | 0            | 0            | The Strongest      |
| 21    | MED          | Erwin Sánchez     | 23 de julio de 1992 (28 años)     | 0            | 0            | Club Blooming      |
| 22    | DEF          | Danny Bejarano    | 3 de enero de 1994 (27 años)      | 0            | 0            | Lamia F. C.        |
| 23    | POR          | Javier Rojas      | 14 de enero de 1996 (25 años)     | 0            | 0            | Bolívar            |
| 24    | DEL          | Jaume Cuéllar     | 23 de agosto de 2001 (19 años)    | 0            | 0            | S. P. A. L.        |
| 25    | DEL          | Jeyson Chura      | 3 de febrero de 2002 (19 años)    | 0            | 0            | The Strongest      |
| 26    | DEF          | Luis Barboza      | 2 de abril de 1993 (28 años)      | 0            | 0            | Club Aurora        |
| 27    | DEF          | Oscar Ribera      | 10 de febrero de 1992 (29 años)   | 0            | 0            | Club Blooming      |
| D. T. | César Farías | César Farías      | César Farías                      | César Farías | César Farías | César Farías       |

## Fase de grupos

### Partidos
| Fecha       | Lugar   | Instancia      |          |                     | Resultado |                      |           |
| ----------- | ------- | -------------- | -------- | ------------------- | --------- | -------------------- | --------- |
| 14 de junio | Goiânia | Fase de grupos | Paraguay | Bandera de Paraguay | 3:1 (0:1) | Bandera de Bolivia   | Bolivia   |
| 18 de junio | Cuiabá  | Fase de grupos | Chile    | Bandera de Chile    | 1:0 (1:0) | Bandera de Bolivia   | Bolivia   |
| 24 de junio | Cuiabá  | Fase de grupos | Bolivia  | Bandera de Bolivia  | 0:2 (0:1) | Bandera de Uruguay   | Uruguay   |
| 28 de junio | Cuiabá  | Fase de grupos | Bolivia  | Bandera de Bolivia  | 1:4 (0:3) | Bandera de Argentina | Argentina |

### Primera fase - Grupo A

#### Posiciones
| Selección | Pts | PJ | PG | PE | PP | GF | GC | Dif |
| --------- | --- | -- | -- | -- | -- | -- | -- | --- |
| Argentina | 10  | 4  | 3  | 1  | 0  | 7  | 2  | +5  |
| Uruguay   | 7   | 4  | 2  | 1  | 1  | 4  | 2  | +2  |
| Paraguay  | 6   | 4  | 2  | 0  | 2  | 5  | 3  | +2  |
| Chile     | 5   | 4  | 1  | 2  | 1  | 3  | 4  | –1  |
| Bolivia   | 0   | 4  | 0  | 0  | 4  | 2  | 10 | –8  |

#### Paraguay vs. Bolivia
| Jornada 1; 14 de junio | Paraguay                                | 3:1 (0:1) | Bolivia             | Estadio Olímpico, Goiânia                                             |                                                                       |
| 21:00 (UTC-3)          | Romero Gamarra 62' · Á. Romero 65', 80' | Reporte   | Saavedra 10' (pen.) | Asistencia: Sin espectadores Árbitro(s): Diego Haro VAR: Wagner Reway | Asistencia: Sin espectadores Árbitro(s): Diego Haro VAR: Wagner Reway |

| 1          | Guardameta     | Antony Silva        |     |
| 13         | Defensa        | Alberto Espínola    |     |
| 15         | Defensa        | Gustavo Gómez       |     |
| 6          | Defensa        | Junior Alonso       |     |
| 19         | Defensa        | Santiago Arzamendia | 74' |
| 17         | Centrocampista | Alejandro Romero    | 87' |
| 26         | Centrocampista | Robert Piris        | 58' |
| 23         | Centrocampista | Mathías Villasanti  | 46' |
| 11         | Delantero      | Ángel Romero        |     |
| 9          | Delantero      | Gabriel Ávalos      | 87' |
| 10         | Delantero      | Miguel Almirón      |     |
| Entrenador | Entrenador     | Eduardo Berizzo     |     |

| 12         | Guardameta     | Rubén Cordano     |     |
| 8          | Defensa        | Diego Bejarano    |     |
| 5          | Defensa        | Adrian Jusino     |     |
| 2          | Defensa        | Jairo Quinteros   |     |
| 3          | Defensa        | José Sagredo      |     |
| 6          | Centrocampista | Leonel Justiniano | 75' |
| 15         | Centrocampista | Boris Céspedes    | 46' |
| 16         | Centrocampista | Erwin Saavedra    | 64' |
| 24         | Centrocampista | Jaume Cuéllar     |     |
| 19         | Centrocampista | Enrique Flores    | 46' |
| 18         | Delantero      | Gilbert Álvarez   | 69' |
| Entrenador | Entrenador     | César Farías      |     |

| 8  | Centrocampista | Richard Sánchez | 46' |
| 7  | Delantero      | Carlos González | 58' |
| 24 | Defensa        | David Martínez  | 74' |
| 28 | Delantero      | Julio Enciso    | 87' |
| 14 | Centrocampista | Andrés Cubas    | 87' |

| 17 | Defensa        | Roberto Fernández | 46' |
| 22 | Defensa        | Danny Bejarano    | 46' |
| 13 | Centrocampista | Diego Wayar       | 64' |
| 11 | Delantero      | Rodrigo Ramallo   | 69' |
| 21 | Centrocampista | Erwin Sánchez     | 75' |

| Anotado | 62' | Alejandro Romero | 1–1 |
| Anotado | 65' | Ángel Romero     | 2–1 |
| Anotado | 80' | Ángel Romero     | 3–1 |

| Anotado · Penal | 10' | Erwin Saavedra | 0–1 |

| Amonestado | 8'     | Santiago Arzamendia |
| Amonestado | 45+11' | Alberto Espínola    |

| Amonestado | 29' | Diego Bejarano |
| Amonestado | 38' | Jaume Cuéllar  |
| Amonestado | 40' | Enrique Flores |

| Otorgado · Expulsado | 45+9' | Jaume Cuéllar |

| Árbitro             | Diego Haro         |
| Árbitros asistentes | Jonny Bossio       |
| Árbitros asistentes | Raúl López Cruz    |
| Cuarto árbitro      | Guillermo Guerrero |
| VAR                 | Wagner Reway       |
| Adicional VAR       | Víctor Carrillo    |
| Asesor de árbitros  | José Buitrago      |

| 1          | Guardameta     | Antony Silva        |     |
| 13         | Defensa        | Alberto Espínola    |     |
| 15         | Defensa        | Gustavo Gómez       |     |
| 6          | Defensa        | Junior Alonso       |     |
| 19         | Defensa        | Santiago Arzamendia | 74' |
| 17         | Centrocampista | Alejandro Romero    | 87' |
| 26         | Centrocampista | Robert Piris        | 58' |
| 23         | Centrocampista | Mathías Villasanti  | 46' |
| 11         | Delantero      | Ángel Romero        |     |
| 9          | Delantero      | Gabriel Ávalos      | 87' |
| 10         | Delantero      | Miguel Almirón      |     |
| Entrenador | Entrenador     | Eduardo Berizzo     |     |

| 12         | Guardameta     | Rubén Cordano     |     |
| 8          | Defensa        | Diego Bejarano    |     |
| 5          | Defensa        | Adrian Jusino     |     |
| 2          | Defensa        | Jairo Quinteros   |     |
| 3          | Defensa        | José Sagredo      |     |
| 6          | Centrocampista | Leonel Justiniano | 75' |
| 15         | Centrocampista | Boris Céspedes    | 46' |
| 16         | Centrocampista | Erwin Saavedra    | 64' |
| 24         | Centrocampista | Jaume Cuéllar     |     |
| 19         | Centrocampista | Enrique Flores    | 46' |
| 18         | Delantero      | Gilbert Álvarez   | 69' |
| Entrenador | Entrenador     | César Farías      |     |

| 8  | Centrocampista | Richard Sánchez | 46' |
| 7  | Delantero      | Carlos González | 58' |
| 24 | Defensa        | David Martínez  | 74' |
| 28 | Delantero      | Julio Enciso    | 87' |
| 14 | Centrocampista | Andrés Cubas    | 87' |

| 17 | Defensa        | Roberto Fernández | 46' |
| 22 | Defensa        | Danny Bejarano    | 46' |
| 13 | Centrocampista | Diego Wayar       | 64' |
| 11 | Delantero      | Rodrigo Ramallo   | 69' |
| 21 | Centrocampista | Erwin Sánchez     | 75' |

| Anotado | 62' | Alejandro Romero | 1–1 |
| Anotado | 65' | Ángel Romero     | 2–1 |
| Anotado | 80' | Ángel Romero     | 3–1 |

| Anotado · Penal | 10' | Erwin Saavedra | 0–1 |

| Amonestado | 8'     | Santiago Arzamendia |
| Amonestado | 45+11' | Alberto Espínola    |

| Amonestado | 29' | Diego Bejarano |
| Amonestado | 38' | Jaume Cuéllar  |
| Amonestado | 40' | Enrique Flores |

| Otorgado · Expulsado | 45+9' | Jaume Cuéllar |

| Árbitro             | Diego Haro         |
| Árbitros asistentes | Jonny Bossio       |
| Árbitros asistentes | Raúl López Cruz    |
| Cuarto árbitro      | Guillermo Guerrero |
| VAR                 | Wagner Reway       |
| Adicional VAR       | Víctor Carrillo    |
| Asesor de árbitros  | José Buitrago      |

#### Chile vs. Bolivia
| Jornada 2; 18 de junio | Chile        | 1:0 (1:0) | Bolivia | Arena Pantanal, Cuiabá                                                         |                                                                                |
| 17:00 (UTC-4)          | Brereton 10' | Reporte   |         | Asistencia: Sin espectadores Árbitro(s): Gil Manzano VAR: De Burgos Bengoetxea | Asistencia: Sin espectadores Árbitro(s): Gil Manzano VAR: De Burgos Bengoetxea |

| 1          | Guardameta     | Claudio Bravo     |     |
| 4          | Defensa        | Mauricio Isla     |     |
| 17         | Defensa        | Gary Medel        |     |
| 3          | Defensa        | Guillermo Maripán |     |
| 2          | Defensa        | Eugenio Mena      |     |
| 8          | Centrocampista | Arturo Vidal      | 69' |
| 13         | Centrocampista | Erick Pulgar      |     |
| 20         | Centrocampista | Charles Aránguiz  |     |
| 9          | Delantero      | Jean Meneses      | 65' |
| 11         | Delantero      | Eduardo Vargas    |     |
| 22         | Delantero      | Ben Brereton      | 84' |
| Entrenador | Entrenador     | Martín Lasarte    |     |

| 1          | Guardameta     | Carlos Lampe      |     |
| 8          | Defensa        | Diego Bejarano    |     |
| 2          | Defensa        | Jairo Quinteros   |     |
| 5          | Defensa        | Adrian Jusino     |     |
| 17         | Defensa        | Roberto Fernández |     |
| 16         | Centrocampista | Erwin Saavedra    | 78' |
| 20         | Centrocampista | Ramiro Vaca       | 90' |
| 6          | Centrocampista | Leonel Justiniano | 90' |
| 7          | Centrocampista | Juan Carlos Arce  |     |
| 25         | Delantero      | Jeyson Chura      | 64' |
| 18         | Delantero      | Gilbert Álvarez   |     |
| Entrenador | Entrenador     | César Farías      |     |

| 7  | Centrocampista | César Pinares  | 65' |
| 19 | Centrocampista | Tomás Alarcón  | 69' |
| 27 | Centrocampista | Pablo Aránguiz | 84' |

| 11 | Delantero      | Rodrigo Ramallo   | 64' |
| 19 | Defensa        | Enrique Flores    | 78' |
| 22 | Defensa        | Danny Bejarano    | 90' |
| 14 | Centrocampista | Moisés Villarroel | 90' |

| Anotado | 10' | Ben Brereton | 1–0 |

| Amonestado | 81' | Guillermo Maripán |

| Amonestado | 53' | Ramiro Vaca    |
| Amonestado | 87' | Diego Bejarano |

| Árbitro             | Jesús Gil Manzano            |
| Árbitros asistentes | Diego Barbero                |
| Árbitros asistentes | Ángel Nevado                 |
| Cuarto árbitro      | Andrés Rojas                 |
| VAR                 | Ricardo de Burgos Bengoetxea |
| Adicional VAR       | José Luis Munuera            |
| Asesor de árbitros  | Roberto Perassi              |

| 1          | Guardameta     | Claudio Bravo     |     |
| 4          | Defensa        | Mauricio Isla     |     |
| 17         | Defensa        | Gary Medel        |     |
| 3          | Defensa        | Guillermo Maripán |     |
| 2          | Defensa        | Eugenio Mena      |     |
| 8          | Centrocampista | Arturo Vidal      | 69' |
| 13         | Centrocampista | Erick Pulgar      |     |
| 20         | Centrocampista | Charles Aránguiz  |     |
| 9          | Delantero      | Jean Meneses      | 65' |
| 11         | Delantero      | Eduardo Vargas    |     |
| 22         | Delantero      | Ben Brereton      | 84' |
| Entrenador | Entrenador     | Martín Lasarte    |     |

| 1          | Guardameta     | Carlos Lampe      |     |
| 8          | Defensa        | Diego Bejarano    |     |
| 2          | Defensa        | Jairo Quinteros   |     |
| 5          | Defensa        | Adrian Jusino     |     |
| 17         | Defensa        | Roberto Fernández |     |
| 16         | Centrocampista | Erwin Saavedra    | 78' |
| 20         | Centrocampista | Ramiro Vaca       | 90' |
| 6          | Centrocampista | Leonel Justiniano | 90' |
| 7          | Centrocampista | Juan Carlos Arce  |     |
| 25         | Delantero      | Jeyson Chura      | 64' |
| 18         | Delantero      | Gilbert Álvarez   |     |
| Entrenador | Entrenador     | César Farías      |     |

| 7  | Centrocampista | César Pinares  | 65' |
| 19 | Centrocampista | Tomás Alarcón  | 69' |
| 27 | Centrocampista | Pablo Aránguiz | 84' |

| 11 | Delantero      | Rodrigo Ramallo   | 64' |
| 19 | Defensa        | Enrique Flores    | 78' |
| 22 | Defensa        | Danny Bejarano    | 90' |
| 14 | Centrocampista | Moisés Villarroel | 90' |

| Anotado | 10' | Ben Brereton | 1–0 |

| Amonestado | 81' | Guillermo Maripán |

| Amonestado | 53' | Ramiro Vaca    |
| Amonestado | 87' | Diego Bejarano |

| Árbitro             | Jesús Gil Manzano            |
| Árbitros asistentes | Diego Barbero                |
| Árbitros asistentes | Ángel Nevado                 |
| Cuarto árbitro      | Andrés Rojas                 |
| VAR                 | Ricardo de Burgos Bengoetxea |
| Adicional VAR       | José Luis Munuera            |
| Asesor de árbitros  | Roberto Perassi              |

#### Bolivia vs. Uruguay
| Jornada 4; 24 de junio | Bolivia | 0:2 (0:1) | Uruguay                           | Arena Pantanal, Cuiabá                                                    |                                                                           |
| 17:00 (UTC-4)          |         | Reporte   | Quinteros 40' (a.g.) · Cavani 79' | Asistencia: Sin espectadores Árbitro(s): Alexis Herrera VAR: Wagner Reway | Asistencia: Sin espectadores Árbitro(s): Alexis Herrera VAR: Wagner Reway |

| 1          | Guardameta     | Carlos Lampe      |     |
| 14         | Defensa        | Moisés Villarroel | 46' |
| 2          | Defensa        | Jairo Quinteros   |     |
| 5          | Defensa        | Adrian Jusino     |     |
| 17         | Defensa        | Roberto Fernández | 74' |
| 16         | Centrocampista | Erwin Saavedra    |     |
| 6          | Centrocampista | Leonel Justiniano |     |
| 20         | Centrocampista | Ramiro Vaca       |     |
| 7          | Centrocampista | Juan Carlos Arce  | 68' |
| 25         | Delantero      | Jeyson Chura      | 46' |
| 11         | Delantero      | Rodrigo Ramallo   | 61' |
| Entrenador | Entrenador     | César Farías      |     |

| 1          | Guardameta     | Fernando Muslera       |     |
| 8          | Defensa        | Nahitan Nández         | 88' |
| 2          | Defensa        | José María Giménez     |     |
| 3          | Defensa        | Diego Godín            |     |
| 17         | Defensa        | Matías Viña            |     |
| 5          | Centrocampista | Matías Vecino          |     |
| 15         | Centrocampista | Federico Valverde      |     |
| 10         | Centrocampista | Giorgian de Arrascaeta | 73' |
| 7          | Centrocampista | Nicolás de la Cruz     | 61' |
| 21         | Delantero      | Edinson Cavani         |     |
| 9          | Delantero      | Luis Suárez            | 88' |
| Entrenador | Entrenador     | Óscar Tabárez          |     |

| 22 | Defensa        | Danny Bejarano  | 46' |
| 10 | Centrocampista | Henry Vaca      | 46' |
| 9  | Delantero      | Marcelo Martins | 61' |
| 21 | Centrocampista | Erwin Sánchez   | 68' |
| 19 | Defensa        | Enrique Flores  | 74' |

| 6  | Centrocampista | Rodrigo Bentancur | 61' |
| 25 | Delantero      | Facundo Torres    | 73' |
| 13 | Defensa        | Giovanni González | 88' |
| 16 | Delantero      | Maximiliano Gómez | 88' |

| Anotado · Autogol | 40' | Jairo Quinteros | 0–1 |
| Anotado           | 79' | Edinson Cavani  | 0–2 |

| Amonestado | 16' | Jeyson Chura  |
| Amonestado | 47' | Henry Vaca    |
| Amonestado | 81' | Erwin Sánchez |

| Árbitro             | Alexis Herrera   |
| Árbitros asistentes | Carlos López     |
| Árbitros asistentes | Jorge Urrego     |
| Cuarto árbitro      | Jesús Valenzuela |
| VAR                 | Wagner Reway     |
| Adicional VAR       | Juan Soto        |
| Asesor de árbitros  | Roberto Perassi  |

| 1          | Guardameta     | Carlos Lampe      |     |
| 14         | Defensa        | Moisés Villarroel | 46' |
| 2          | Defensa        | Jairo Quinteros   |     |
| 5          | Defensa        | Adrian Jusino     |     |
| 17         | Defensa        | Roberto Fernández | 74' |
| 16         | Centrocampista | Erwin Saavedra    |     |
| 6          | Centrocampista | Leonel Justiniano |     |
| 20         | Centrocampista | Ramiro Vaca       |     |
| 7          | Centrocampista | Juan Carlos Arce  | 68' |
| 25         | Delantero      | Jeyson Chura      | 46' |
| 11         | Delantero      | Rodrigo Ramallo   | 61' |
| Entrenador | Entrenador     | César Farías      |     |

| 1          | Guardameta     | Fernando Muslera       |     |
| 8          | Defensa        | Nahitan Nández         | 88' |
| 2          | Defensa        | José María Giménez     |     |
| 3          | Defensa        | Diego Godín            |     |
| 17         | Defensa        | Matías Viña            |     |
| 5          | Centrocampista | Matías Vecino          |     |
| 15         | Centrocampista | Federico Valverde      |     |
| 10         | Centrocampista | Giorgian de Arrascaeta | 73' |
| 7          | Centrocampista | Nicolás de la Cruz     | 61' |
| 21         | Delantero      | Edinson Cavani         |     |
| 9          | Delantero      | Luis Suárez            | 88' |
| Entrenador | Entrenador     | Óscar Tabárez          |     |

| 22 | Defensa        | Danny Bejarano  | 46' |
| 10 | Centrocampista | Henry Vaca      | 46' |
| 9  | Delantero      | Marcelo Martins | 61' |
| 21 | Centrocampista | Erwin Sánchez   | 68' |
| 19 | Defensa        | Enrique Flores  | 74' |

| 6  | Centrocampista | Rodrigo Bentancur | 61' |
| 25 | Delantero      | Facundo Torres    | 73' |
| 13 | Defensa        | Giovanni González | 88' |
| 16 | Delantero      | Maximiliano Gómez | 88' |

| Anotado · Autogol | 40' | Jairo Quinteros | 0–1 |
| Anotado           | 79' | Edinson Cavani  | 0–2 |

| Amonestado | 16' | Jeyson Chura  |
| Amonestado | 47' | Henry Vaca    |
| Amonestado | 81' | Erwin Sánchez |

| Árbitro             | Alexis Herrera   |
| Árbitros asistentes | Carlos López     |
| Árbitros asistentes | Jorge Urrego     |
| Cuarto árbitro      | Jesús Valenzuela |
| VAR                 | Wagner Reway     |
| Adicional VAR       | Juan Soto        |
| Asesor de árbitros  | Roberto Perassi  |

#### Bolivia vs. Argentina
| Jornada 5; 28 de junio | Bolivia      | 1:4 (0:3) | Argentina                                          | Arena Pantanal, Cuiabá                                                          |                                                                                 |
| 20:00 (UTC-4)          | Saavedra 60' | Reporte   | A. Gómez 6' · Messi 33' (pen.), 42' · Martínez 64' | Asistencia: Sin espectadores Árbitro(s): Andrés Rojas VAR: De Burgos Bengoetxea | Asistencia: Sin espectadores Árbitro(s): Andrés Rojas VAR: De Burgos Bengoetxea |

| 1          | Guardameta     | Carlos Lampe      |     |
| 16         | Defensa        | Erwin Saavedra    | 85' |
| 4          | Defensa        | Luis Haquín       |     |
| 5          | Defensa        | Adrian Jusino     |     |
| 17         | Defensa        | Roberto Fernández | 81' |
| 6          | Centrocampista | Leonel Justiniano |     |
| 25         | Centrocampista | Jeyson Chura      | 61' |
| 20         | Centrocampista | Ramiro Vaca       |     |
| 15         | Centrocampista | Boris Céspedes    | 61' |
| 8          | Centrocampista | Diego Bejarano    |     |
| 18         | Delantero      | Gilbert Álvarez   | 61' |
| Entrenador | Entrenador     | César Farías      |     |

| 1          | Guardameta     | Franco Armani     |     |
| 4          | Defensa        | Gonzalo Montiel   |     |
| 6          | Defensa        | Germán Pezzella   |     |
| 25         | Defensa        | Lisandro Martínez |     |
| 8          | Defensa        | Marcos Acuña      |     |
| 18         | Centrocampista | Guido Rodríguez   | 71' |
| 14         | Centrocampista | Exequiel Palacios | 71' |
| 21         | Centrocampista | Ángel Correa      | 64' |
| 10         | Centrocampista | Lionel Messi      |     |
| 24         | Centrocampista | Alejandro Gómez   | 56' |
| 9          | Delantero      | Sergio Agüero     | 63' |
| Entrenador | Entrenador     | Lionel Scaloni    |     |

| 11 | Delantero      | Rodrigo Ramallo   | 61' |
| 10 | Delantero      | Henry Vaca        | 61' |
| 3  | Defensa        | José Sagredo      | 61' |
| 13 | Centrocampista | Diego Wayar       | 81' |
| 14 | Centrocampista | Moisés Villarroel | 85' |

| 21 | Delantero      | Julián Álvarez    | 56' |
| 22 | Delantero      | Lautaro Martínez  | 63' |
| 20 | Centrocampista | Giovani Lo Celso  | 64' |
| 5  | Centrocampista | Leandro Paredes   | 71' |
| 17 | Centrocampista | Nicolás Domínguez | 71' |

| Anotado | 60' | Erwin Saavedra | 1–3 |

| Anotado         | 6'  | Alejandro Gómez  | 0–1 |
| Anotado · Penal | 33' | Lionel Messi     | 0–2 |
| Anotado         | 42' | Lionel Messi     | 0–3 |
| Anotado         | 64' | Lautaro Martínez | 1–4 |

| Amonestado | 86'   | Rodrigo Ramallo |
| Amonestado | 90+2' | Diego Wayar     |

| Amonestado | 90' | Marcos Acuña |

| Árbitro             | Andrés Rojas                 |
| Árbitros asistentes | Jhon León                    |
| Árbitros asistentes | Jonny Bossio                 |
| Cuarto árbitro      | Diego Haro                   |
| VAR                 | Ricardo de Burgos Bengoetxea |
| Adicional VAR       | Alexander Guzmán             |
| Asesor de árbitros  | Roberto Perassi              |

| 1          | Guardameta     | Carlos Lampe      |     |
| 16         | Defensa        | Erwin Saavedra    | 85' |
| 4          | Defensa        | Luis Haquín       |     |
| 5          | Defensa        | Adrian Jusino     |     |
| 17         | Defensa        | Roberto Fernández | 81' |
| 6          | Centrocampista | Leonel Justiniano |     |
| 25         | Centrocampista | Jeyson Chura      | 61' |
| 20         | Centrocampista | Ramiro Vaca       |     |
| 15         | Centrocampista | Boris Céspedes    | 61' |
| 8          | Centrocampista | Diego Bejarano    |     |
| 18         | Delantero      | Gilbert Álvarez   | 61' |
| Entrenador | Entrenador     | César Farías      |     |

| 1          | Guardameta     | Franco Armani     |     |
| 4          | Defensa        | Gonzalo Montiel   |     |
| 6          | Defensa        | Germán Pezzella   |     |
| 25         | Defensa        | Lisandro Martínez |     |
| 8          | Defensa        | Marcos Acuña      |     |
| 18         | Centrocampista | Guido Rodríguez   | 71' |
| 14         | Centrocampista | Exequiel Palacios | 71' |
| 21         | Centrocampista | Ángel Correa      | 64' |
| 10         | Centrocampista | Lionel Messi      |     |
| 24         | Centrocampista | Alejandro Gómez   | 56' |
| 9          | Delantero      | Sergio Agüero     | 63' |
| Entrenador | Entrenador     | Lionel Scaloni    |     |

| 11 | Delantero      | Rodrigo Ramallo   | 61' |
| 10 | Delantero      | Henry Vaca        | 61' |
| 3  | Defensa        | José Sagredo      | 61' |
| 13 | Centrocampista | Diego Wayar       | 81' |
| 14 | Centrocampista | Moisés Villarroel | 85' |

| 21 | Delantero      | Julián Álvarez    | 56' |
| 22 | Delantero      | Lautaro Martínez  | 63' |
| 20 | Centrocampista | Giovani Lo Celso  | 64' |
| 5  | Centrocampista | Leandro Paredes   | 71' |
| 17 | Centrocampista | Nicolás Domínguez | 71' |

| Anotado | 60' | Erwin Saavedra | 1–3 |

| Anotado         | 6'  | Alejandro Gómez  | 0–1 |
| Anotado · Penal | 33' | Lionel Messi     | 0–2 |
| Anotado         | 42' | Lionel Messi     | 0–3 |
| Anotado         | 64' | Lautaro Martínez | 1–4 |

| Amonestado | 86'   | Rodrigo Ramallo |
| Amonestado | 90+2' | Diego Wayar     |

| Amonestado | 90' | Marcos Acuña |

| Árbitro             | Andrés Rojas                 |
| Árbitros asistentes | Jhon León                    |
| Árbitros asistentes | Jonny Bossio                 |
| Cuarto árbitro      | Diego Haro                   |
| VAR                 | Ricardo de Burgos Bengoetxea |
| Adicional VAR       | Alexander Guzmán             |
| Asesor de árbitros  | Roberto Perassi              |